# Leiria (distrikt)

Leirias län i Portugal

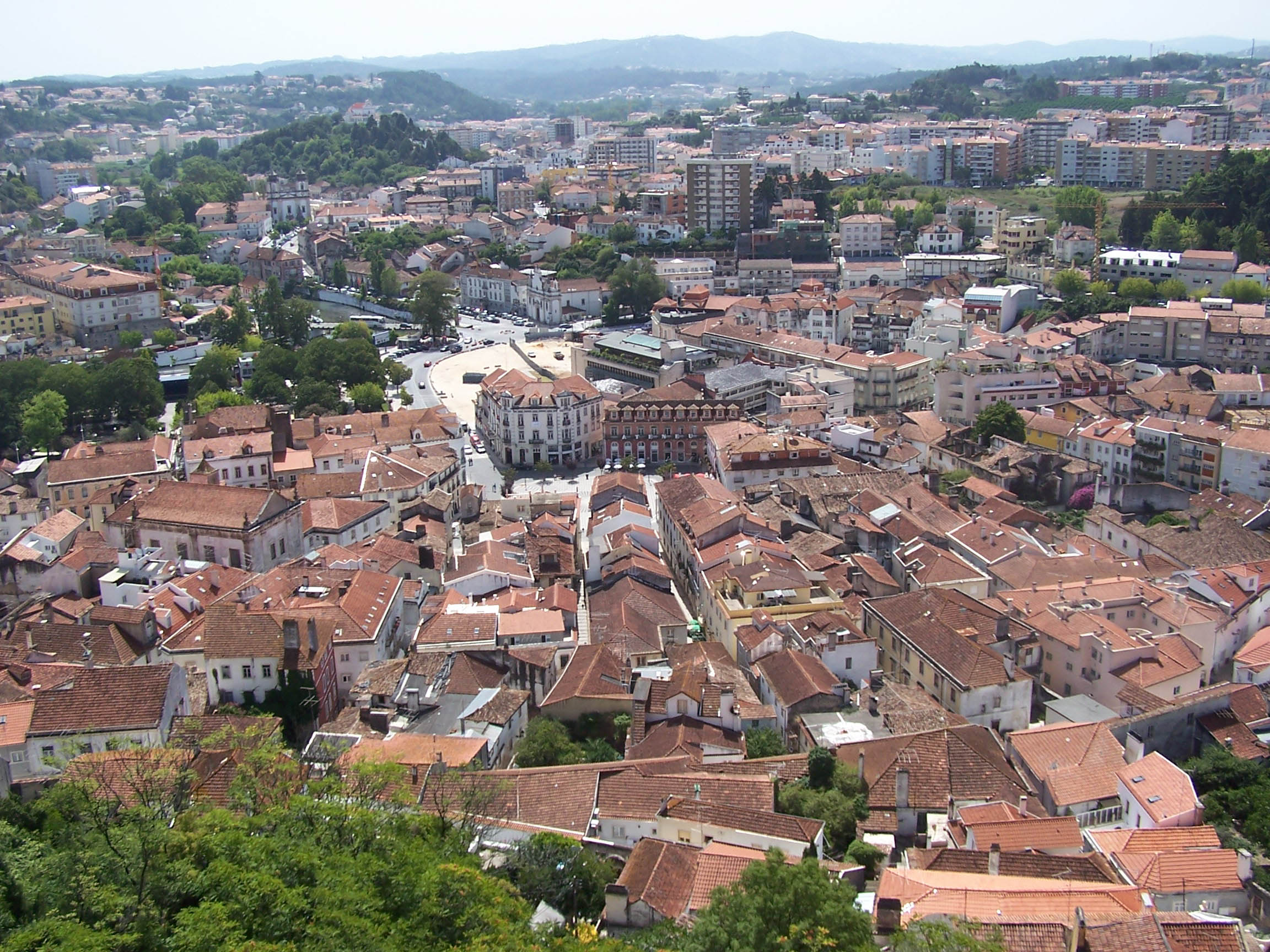
Leiria

Distrito de Leiria är ett av Portugals 18 distrikt vars residensstad är Leiria.

## Geografi
Distriktet omfattar de södra delarna av landskapet Beira Litoral och de norra delarna av landskapet Estremadura.
Det gränsar i norr till Coimbras distrikt, i öst till Castelo Brancos distrikt och Santaréms distrikt, i söder till Lissabons distrikt och i väst har kust mot Atlanten. 
Distriktet har 478 000 invånare[när?] och en yta på 3 517 km².

## Tätorter
De största tätorterna i länet:
- Leiria
- Alcobaça
- Pombal
- Caldas da Rainha
- Marinha Grande
- Peniche

## Kommuner
Leirias distrikt omfattar 16 kommuner, med 148 kommundelar.

- Alcobaça
- Alvaiázere
- Ansião
- Batalha
- Bombarral
- Caldas da Rainha
- Castanheira de Pera
- Figueiró dos Vinhos
- Leiria
- Marinha Grande
- Nazaré
- Óbidos
- Pedrógão Grande
- Peniche
- Pombal
- Porto de Mós

## Distriktets guvernörer
Paiva de Carvalho var distriktets sista guvernör (governador civil, ungefär landshövding) från och med 2008 till 2011, då ämbetet avskaffades.